# NGC 6653
NGC 6653 este o galaxie situată în constelația Păunul. A fost descoperită în 28 iunie 1835 de către John Herschel.